# Г'юстон (Міннесота)
Г'юстон (англ. Houston) — місто (англ. city) в США, в окрузі Г'юстон штату Міннесота. Населення — 997 осіб (2020).

## Географія
Г'юстон розташований за координатами 43°45′38″ пн. ш. 91°34′14″ зх. д. / 43.76056° пн. ш. 91.57056° зх. д. (43.760633, -91.570650).  За даними Бюро перепису населення США в 2010 році місто мало площу 2,44 км², з яких 2,40 км² — суходіл та 0,05 км² — водойми.

## Демографія
Згідно з переписом 2010 року, у місті мешкало 979 осіб у 418 домогосподарствах у складі 239 родин. Густота населення становила 400 осіб/км².  Було 456 помешкань (187/км²).
Расовий склад населення:
| - 99,5 % — білих - 0,4 % — корінних американців |

До двох чи більше рас належало 0,1 %. Частка іспаномовних становила 0,1 % від усіх жителів.
За віковим діапазоном населення розподілялося таким чином: 25,5 % — особи молодші 18 років, 51,3 % — особи у віці 18—64 років, 23,2 % — особи у віці 65 років та старші. Медіана віку мешканця становила 38,8 року. На 100 осіб жіночої статі у місті припадало 85,4 чоловіків;  на 100 жінок у віці від 18 років та старших — 80,0 чоловіків також старших 18 років.
Середній дохід на одне домашнє господарство  становив 52 590 доларів США (медіана — 41 136), а середній дохід на одну сім'ю — 64 172 долари (медіана — 61 136). Медіана доходів становила 44 904 долари для чоловіків та 30 938 доларів для жінок. За межею бідності перебувало 15,7 % осіб, у тому числі 17,3 % дітей у віці до 18 років та 11,3 % осіб у віці 65 років та старших.
Цивільне працевлаштоване населення становило 427 осіб. Основні галузі зайнятості: освіта, охорона здоров'я та соціальна допомога — 31,6 %, виробництво — 24,6 %, роздрібна торгівля — 9,1 %, будівництво — 6,3 %.